# Внутрішній грейзер
Внутрішній грейзер — один із шести типів орбіт астероїдів і космічних апаратів навколо Сонця відносно планет Сонячної системи. На малюнку цей тип показаний усередині зверху. Сонце позначено помаранчевою точкою, а товстою жовтою смугою показана орбіта зовнішньої планети, обмежена відстанню від Сонця в перигелії й афелії. Астероїд входить ізсередини Сонячної системи в орбіту зовнішньої планети, не перетинаючи її.